# Thomas Willis

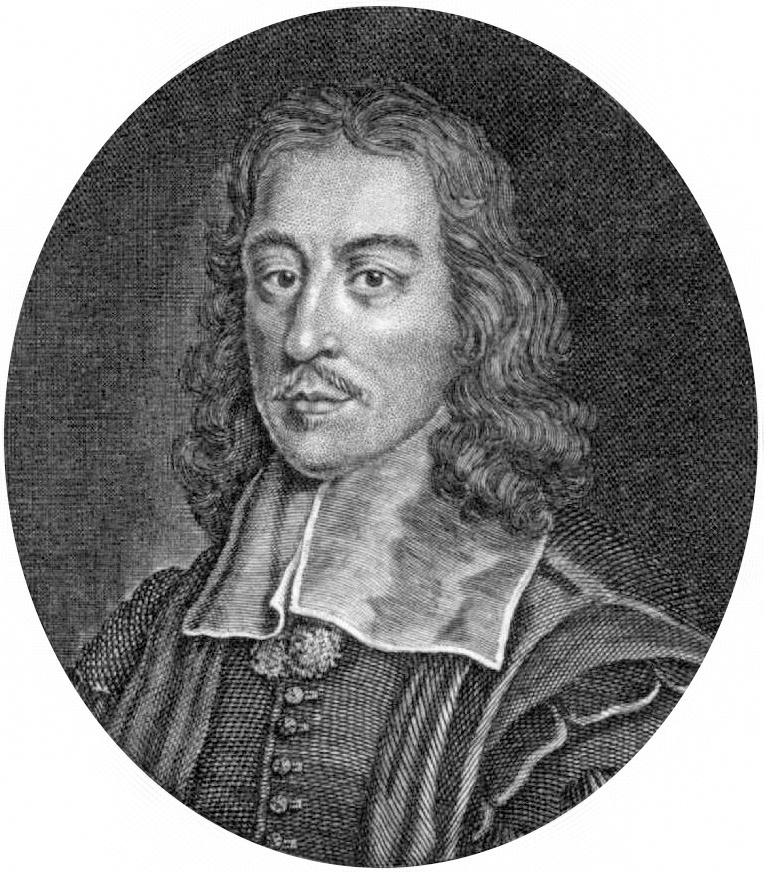
Thomas Willis

Thomas Willis (Great Bedwyn (Wiltshire), 27 januari 1621 – Londen, 11 november 1675) was een Engelse arts die een belangrijke rol speelde bij het ontwikkelen van de wetenschappelijke disciplines anatomie, neurologie en psychiatrie. Hij was een pionier in het onderzoek naar de anatomie van het brein, het zenuwstelsel en de spieren. Een door hem ontdekt deel van het brein werd naar hem vernoemd (de cirkel van Willis). Hij was in 1662 medeoprichter van de Royal Society.

## Biografie
Willis werd geboren in Great Bedwyn in het district Wiltshire. Hij werkte als arts in Westminster, Londen. Van 1660 tot zijn dood was hij ‘Sedleian Professor of Natural Philosophy’ aan de Universiteit van Oxford, waar hij tevens studeerde.

## Werken
De anatomische beschrijvingen van hersenen en zenuwen die Willis in 1664 deed in Cerebri anatomi zijn nauwkeurig en bevatten zo veel informatie dat ze in groot contrast staan met de vage en onduidelijke prestaties van zijn voorgangers. In 1667 publiceerde hij Pathologicae cerebri, et nervosi generis specimen, een belangrijk boek over de pathologie en neurofysiologie van het brein. In het boek ontwikkelde hij een nieuwe theorie over de oorzaak van epilepsie en gerelateerde aandoeningen en droeg daarmee bij aan de ontwikkeling van de psychiatrie. In 1672 publiceerde hij De Anima Brutorum, dat kan worden beschouwd als het eerste Engelse werk over klinische psychologie.